# Błagowieszczenskaja
Błagowieszczenskaja (ros. Благовещенская) – stanica w Rosji, w Kraju Krasnodarskim, w okręgu miejskim Anapy. W 2010 liczyła 2780 mieszkańców.